# Skuespilhus på kanten
|  | Denne artikel er oprettet af botten Steenthbot ud fra en ekstern database. Den kan derfor have sproglige fejl eller mangler. Denne skabelon kan fjernes efter kontrol af indholdet. |

Skuespilhus på kanten er en dansk dokumentarfilm fra 2007 instrueret af Ole Stenum og Nils Carstensen.

## Handling
Midt i opførelsen af Skuespilhuset i København dør Lene Tranbergs partner Bøje Lomholdt. Hvad sker der med projektet - kan hun færdiggøre det største byggeri hun nogensinde har haft ansvar for alene?